# Spawn: The Eternal
Spawn: The Eternal est un jeu vidéo d'action développé et édité par Sony Computer Entertainment, sorti en 1997 sur PlayStation.

## Accueil
Le jeu a été très mal accueilli par la critique :
- GameSpot : 1,8/10[1]
- IGN : 2/10[2]